# Schlacht von Gorni-Dubnik
Zimnicea – 
Nikopol – 1. Schipkapass  –  Elena – 2. Schipkapass – Plewen – Lowetsch – 3. Schipkapass – Zivin – Kızıl Tepe – Aladscha – Gorni-Dubnik – Kars – Taschkesen – 4. Schipkapass – Plowdiw
Die Schlacht von Gorni-Dubnik (bulgarisch Битка при Горни Дъбник) im heutigen Bulgarien am 24. Oktober 1877 war ein Teil des Russisch-Osmanischen Krieges 1877–1878. Diese Schlacht war die erste und entscheidende Militäroperation der russischen Westtruppen mit dem Ziel die Versorgungs- und Kommunikationslinien der osmanischen Garnison in Plewen zu unterbrechen und den Belagerungsring um Plewen zu schließen. Die russischen Truppen stießen anfangs auf heftige Gegenwehr, die jedoch unter dem Angriff von beiden Flanken her schnell zusammenbrach. Die osmanischen Verteidigungslinien wurden zurückgedrängt und das finnisch-russische Garde-Scharfschützen-Regiment erstürmte die Festungsmauern. Der 24. Oktober ist in der Truppe noch heute ein Ehrentag.

## Vorgeschichte
Der russische General Josef Gurko wurde vom Schipkapass abberufen, um weitere Städte in der Umgebung von Plewen anzugreifen. Mit dem Ziel, die Belagerung von Plewen schneller beenden zu können, griffen die russischen Truppen den 30 km westlich gelegenen Posten auf der Route nach Widin und Sofia an. Zuvor war Anfang September in der Schlacht von Lowetsch bereits im 40 km südlich gelegenen Lowetsch eine bedeutende osmanische Garnison geschlagen worden.

## Operative Aufstellung der Kräfte
Der Angriffsplan sah vor, Versuche der Garnison in Plewen zur Verstärkung der osmanischen Truppen in den Reduten (Dorf Dolni Dabnik und Dorf Telisch) zu unterbinden. Den höheren Offizieren war der Plan bereits bekannt. Die Befehle wurden am folgenden Tag an die Truppen ausgegeben. Der Angriff war für den 24. Oktober vorgesehen.
Die osmanischen Befestigungen waren vom 20. bis 30. September 1877 auf dem Hügel bei dem Dorf Gorni Dubnik (bulg. Горни Дъбник) errichtet worden. Durch diese Befestigungslinie führt die Landstraße Sofia–Plewen, sie kreuzte die Befestigungslinie zwischen zwei Anhöhen der Befestigungslinie. Auf der nördlichen Anhöhe befand sich die „Große Redoute“, die auch das Kommando über die „Kleine Redoute“ auf der südlichen Anhöhe hatte. Die nördliche Anhöhe hatte fast senkrechte Hänge, die südliche Anhöhe nur relativ flache. Die Redouten waren mit 3800 Mann besetzt (bestehend aus 6 Tabur – osmanische Armeeeinheit (Bataillon) aus 800 Mann, 6 Schwadronen und 4 Geschütze), die unter dem Kommando von unter Ahmed Hifzi Pasha standen.
Zum direkten Einsatz gegen diese osmanischen Truppen standen 15.613 russische Kämpfer und 48 Geschütze. Diese von General-Leutnant Gurko kommandierten Truppen bestanden aus neu aus Russland eingetroffenen Garde-Einheiten. Es wurden drei russische Gruppierungen gebildet: die rechte (unter General-Major Ellis) griff von Nordosten aus an, die mittlere (unter General-Major Sedeler) von Südosten und die linke (unter General-Major Rosenbach) griff von Südwesten her an.

## Der Angriff am 24. Oktober
Der russische Angriff erfolgte in drei Etappen. Der erste Angriff (bis 12 Uhr) bestand aus unkoordinierten Handlungen der drei russischen Gruppierungen. Die bedeutendsten Erfolge erzielte die mittlere Gruppierung. Gegen 9.30 Uhr griff das Leibgarde Grenadier Infanterie Regiment an, nahm die „Kleine Redoute“ ein und verfolgte den Feind, wobei dann die „Große Redoute“ ohne Erfolg angegriffen wurde. Das Leibgarde Moskauer Infanterie Regiment kam bis auf 80 bis 100 Schritt an die „Große Redoute“ ran. Die rechte russische Gruppierung, die bei dem Dorf Dolni Dabnik unter Beschuss lag, kam bis auf 800 Schritt heran. Dem Leibgarde Finnland Regiment, das zur linken Gruppierung gehörte, gelang es, einzelne Schützengräben einzunehmen. Die zweite Angriffsetappe begann gegen 15.00 Uhr oder 17.00 Uhr. Die rechte Gruppierung kam an einzelnen Stellen bis auf 40 Schritt an die „Große Redoute“ heran. Gurko beschloss die erkämpften Positionen zu halten und einen Nachtangriff vorzubereiten. Die dritte Angriffsphase begann spontan, ohne Wissen der Kommandeure, die von der Eigeninitiative der Soldaten des finnisch-russischen Garde-Scharfschützen-Regiments überrascht wurden. Die Soldaten erhoben sich zum Angriff, verstießen gegen die Vorschriften des Kampfstatuts und wendeten ihre eigene Taktik an: eingraben, Bewegung in kleinen Gruppen, gegenseitiger Feuerschutz mit Kanonenfeuer. Sie drangen in die „Große Redoute“ ein, wo es zu heftigen Nahkämpfen kam.
Den Russen gelang es mit ihrer überlegenen Truppenstärke schnell, die osmanischen Verteidiger zurückzudrängen. General Gurko wiederholte seine Angriffe, bis schließlich die Verteidiger unter Hifzi Pasha aufgeben mussten. Im folgenden Monat fielen weitere osmanische Festungen, darunter Orchanie (heute Botewgrad). Diese Kämpfe waren so heftig, dass erst das dritte osmanische Kapitulationsangebot von den Russen angenommen wurde.

## Ergebnisse
Die osmanische Garnison in Gorni Dubnik wurde zerschlagen, Überlebende wurden gefangen genommen. Den russischen Kräften gelang damit ein wichtiger Schritt zum Schließen des Blockaderings um Plewen. Die Garnison in Plewen kapitulierte anderthalb Monate später, am 10. Dezember.
Auf russischer Seite gab es 3302 Tote und Verletzte. Unter ihnen war auch General-Major Wasilij Lawrow, der Kommandeur des Leibgarde Finnland Regiments. Die osmanischen Verluste betrugen 1500 Tote und 2298 Gefangene.
Zur Erinnerung an die Schlacht wurde bei dem Dorf Gorni Dabnik der Denkmal-Komplex „General W.N. Lawrow“ angelegt.